# David Dolphin
David H. Dolphin, né le 15 janvier 1940 à Londres, est un biochimiste canadien. Il est membre de l'ordre du Canada, de la Royal Society et de la Société royale du Canada.

## Biographie
Il est reconnu pour ses travaux portant sur la chimie et la biochimie de la porphyrine. Il est l'inventeur de la molécule de la Visudyne, , qui entre dans la composition du médicament utilisé conjointement au laser dans le traitement pour éliminer les vaisseaux sanguins anormaux dans l'œil associées à la dégénérescence maculaire.
Né à Londres, en Angleterre, il obtient son Bachelor of Science en 1962 puis devient Ph.D. en 1965 à l'université de Nottingham. Il rejoint ensuite l'université Harvard pour un cursus postdoctoral, au laboratoire de chimie organique du professeur Robert B. Woodward. En 1966, il est professeur assistant à Harvard. En 1974, il est membre de la faculté de science à l'université de Colombie-Britannique où il devient le professeur de recherche de Killam. De 1988 à 1989, il officie comme doyen de la faculté de science puis, de 1999 à 2000 il est le vice-président du département de recherche.
Il est également président-directeur général du Conseil d'Innovation de l'université, et le vice-président du Technology Development at Quadra Logic Technologies Incorporated (QLT Inc.).
Il est membre distingué de la Société royale du Canada, de la Royal Society, de l'Institut canadien de chimie et de la Royal Society of Chemistry. En 2006, il est officier de l'ordre du Canada et en 2005, il est distingué par le Gerhard Herzberg Canada Gold Medal for Science and Engineering, par lequel il obtient 1 million de dollars de fonds de recherche pour les cinq prochaines années offerts par le Natural Sciences and Engineering Research Council (NSERC).